# Medmassa semiaurantiaca
Medmassa semiaurantiaca är en spindelart som beskrevs av Simon 1910. Medmassa semiaurantiaca ingår i släktet Medmassa och familjen flinkspindlar.
Artens utbredningsområde är Guinea-Bissau. Inga underarter finns listade i Catalogue of Life.